# كليفورد تشيس
كليفورد تشيس (بالإنجليزية: Clifford Chase)‏ (1958)؛ روائي أمريكي.